# Vipava-völgy

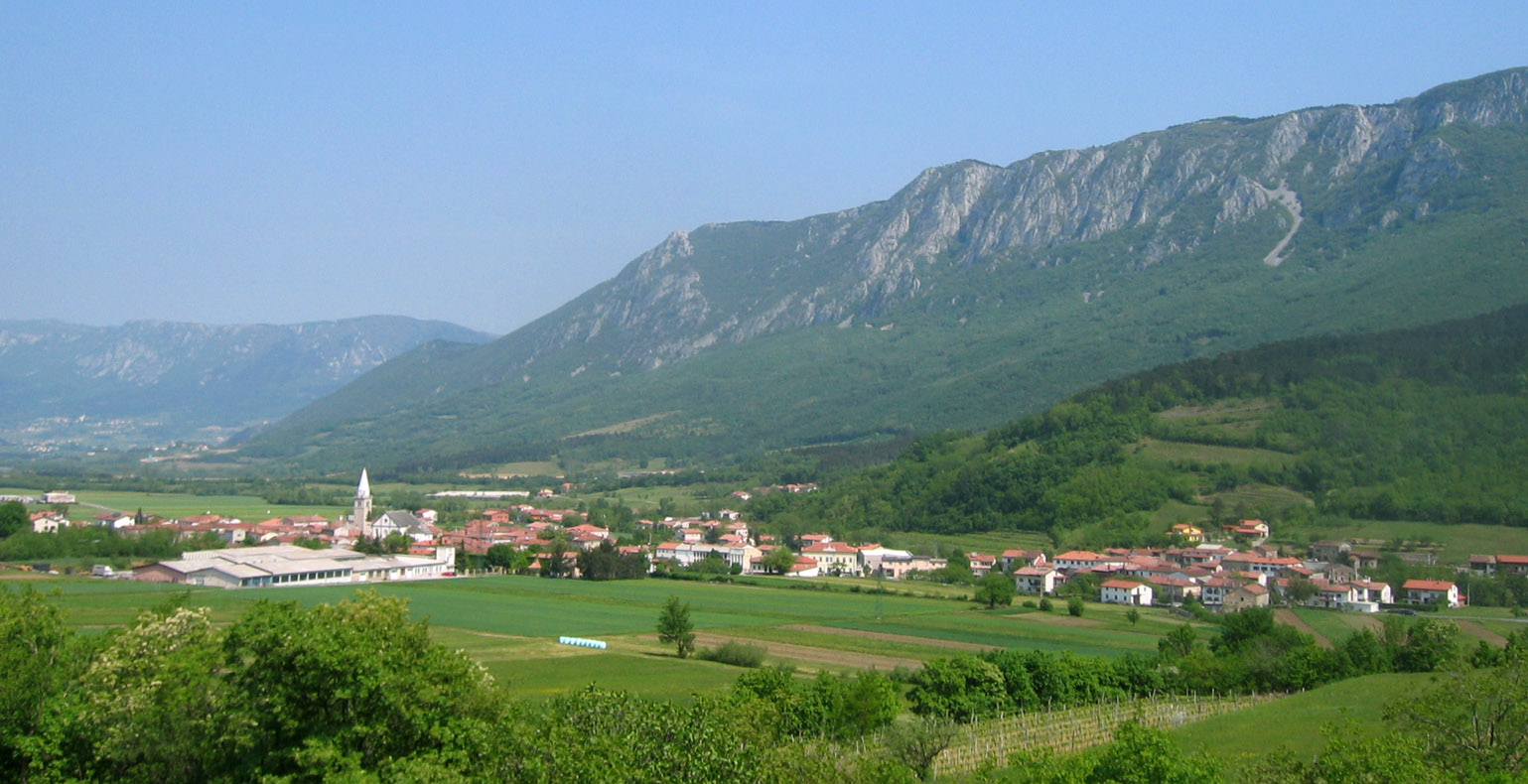
Podanos település látképe a Vipava-völgyben

A Vipava-völgy (szlovén nyelven: Vipavska dolina, németül: Wippachtal, olaszul: Valle del Vipacco) a Vipava folyó völgye Nyugat-Szlovéniában, a szlovén partvidéken. A völgytől keletre fekszik Podnanos település, míg nyugatra a szlovén-olasz határvidék található. A környék legnagyobb városai Ajdovščina és Vipava.

## Földrajza
A Vipava-völgy egy keskeny völgy, amely a Friuli alföld és Közép-Szlovénia között fekszik és egyúttal fontos közlekedési folyosót képez Észak-Olaszország és Közép-Európa között. A völgytől északra a Trnovo-fennsík helyezkedik el, míg délre a Karszt-fennsík található, valamint a keskeny Branica-völgy, amely a Vipava-völgy geológiai alegységének számít. A völgyet a Vipava folyóról nevezték el.
A Vipava-völgy további öt mikrorégióra bontható fel:
- Alsó-Vipava-völgy, a Gorizia-síksággal (szlovén neve: Spodnja Vipavska dolina z Goriško ravnino)
- Közép-Vipava-völgy (szlovén nevén: Srednja Vipavska dolina)
- Felső-Vipava-völgy (szlovénül: Zgornja Vipavska dolina)
- Vipava-dombság (szlovén nevén: Vipavska brda)
- Branica-völgy (szlovénül: Braniška dolina)

## Települések
A legjelentősebb város a környéken Ajdovščina, további községek: Vipava, Nova Gorica, Renče - Vogrsko és Miren-Kostanjevica. Savogna d’Isonzo és Gorizia megye szintén a völgyben fekszenek, ám már a határ olasz oldalán.

## Fordítás
Ez a szócikk részben vagy egészben  a   Vipava Valley című angol Wikipédia-szócikk ezen változatának fordításán alapul.  Az eredeti cikk szerkesztőit annak laptörténete sorolja fel. Ez a jelzés csupán a megfogalmazás eredetét és a szerzői jogokat jelzi, nem szolgál a cikkben szereplő információk forrásmegjelöléseként.